# Thérapie de choc (économie)
Pour les articles homonymes, voir Thérapie de choc.
La thérapie de choc est le nom donné, en science économique, à une politique de réforme économique rapide et brutale. Elle consiste souvent en une  libéralisation soudaine des prix et des changes, une privatisation rapide des entreprises et services publics, et la libéralisation du commerce extérieur. Elle s'inscrit dans le cadre du néolibéralisme.

## Concept
La thérapie de choc est un concept en économie du développement. Il consiste en une adaptation rapide d'une économie à un autre système économique, via des réformes brutales. La thérapie de choc s'oppose ainsi au gradualisme.
En tant qu'ensemble de mesures, la thérapie de choc a pour objectif de remédier à une crise économique ou à un phénomène d'importance majeure comme de l'hyperinflation. La brutalité de court terme des mesures de thérapie de choc, ou ses conséquences de long terme lorsqu'elle échoue, ont permis à certains économistes de qualifier ces mesures de « big bang ».

## Critiques et débats

### Surmortalité et crise démographique
La chute de l'URSS a permis l'application d'une thérapie de choc, promue par l'économiste de l'université Columbia, Jeffrey Sachs, notamment au sein des économies de transition d'Europe de l'Est, ainsi que pour certains pays d'Amérique latine. D'après plusieurs organisations, les conséquences pour les populations concernées ont été catastrophiques : en Russie, par exemple, un rapport de l'UNICEF et de l'IRC estime que la restauration du capitalisme a provoqué 3,2 millions de victimes. La thérapie aurait aussi eu un impact de long terme sur la démographie russe, ainsi que sur la réduction de l'espérance de vie humaine.
La thérapie de choc aurait fonctionné en Pologne.

### Faux dilemme
La thérapie de choc est critiquée car ses opposants y voient «un système néolibéral de domination des marchés». La thérapie de choc ignore la voie médiane de l'économie sociale de marché telle que pratiquée en Europe de l'Ouest et en Europe du Nord.

### Perte de revenus et récession
L'argument majeur de la thérapie de choc est que la brutalité des mesures prises, si elles peuvent provoquer une récession à court terme, assainit le système économique du pays et lui permet de générer une croissance supérieure dans les années qui suivent. Cela n'est toutefois pas prouvé empiriquement. Plusieurs pays ayant subi une thérapie de choc ont vu leur économie s'enfoncer dans une récession profonde et ont connu une croissance lente dans les décennies suivantes.